# Kivijärvi (Jukkasjärvi socken, Lappland, 752521-172573)
Kivijärvi är en sjö i Kiruna kommun i Lappland och ingår i Torneälvens huvudavrinningsområde.